# Episodi di Orphan Black (prima stagione)
La prima stagione della serie televisiva Orphan Black è stata trasmessa in prima visione dalla rete televisiva canadese Space e dal network statunitense BBC America dal 30 marzo al 1º giugno 2013.
Tutti i titoli degli episodi sono citazioni da L'origine delle specie di Charles Darwin.
In Italia la serie è stata trasmessa dal 3 giugno al 1º luglio 2014 sul canale Premium Action di Mediaset Premium; in chiaro è andata in onda su Italia 2 dal 4 maggio 2016.

Sarah, Felix, Alison e Cosima nel finale di stagione

| nº | Titolo originale                     | Titolo italiano                      | Prima TV originale | Prima TV Italia |
| -- | ------------------------------------ | ------------------------------------ | ------------------ | --------------- |
| 1  | Natural Selection                    | Selezione naturale                   | 30 marzo 2013      | 3 giugno 2014   |
| 2  | Instinct                             | Istinto                              | 6 aprile 2013      | 3 giugno 2014   |
| 3  | Variation Under Nature               | Mutazione secondo natura             | 13 aprile 2013     | 10 giugno 2014  |
| 4  | Effects of External Conditions       | Effetti delle condizioni esterne     | 20 aprile 2013     | 10 giugno 2014  |
| 5  | Conditions of Existence              | Patologie dell'esistenza             | 27 aprile 2013     | 17 giugno 2014  |
| 6  | Variations Under Domestication       | La variazione allo stato domestico   | 4 maggio 2013      | 17 giugno 2014  |
| 7  | Parts Developed in an Unusual Manner | Le parti sviluppate in modo insolito | 11 maggio 2013     | 24 giugno 2014  |
| 8  | Entangled Bank                       | Spiaggia ridente                     | 18 maggio 2013     | 24 giugno 2014  |
| 9  | Unconscious Selection                | Selezione involontaria               | 25 maggio 2013     | 1º luglio 2014  |
| 10 | Endless Forms Most Beautiful         | Infinite forme bellissime            | 1º giugno 2013     | 1º luglio 2014  |

## Selezione naturale
- Titolo originale: Natural Selection
- Diretto da: John Fawcett
- Scritto da: Graeme Manson

### Trama
La truffatrice inglese Sarah Manning (Tatiana Maslany) assiste al suicidio di una donna identica a lei, Beth Childs, che si getta sotto un treno. Sarah le ruba la borsa e, scoprendo che è una donna benestante, decide di assumere la sua identità e ripulire il suo conto bancario così da poter riprendersi sua figlia, Kira (Skyler Wexler), temporaneamente sotto le cure di Siobhan Sadler (Maria Doyle Kennedy), che Sarah chiama Signora S. Sarah chiede inoltre a suo fratello adottivo Felix Dawkins (Jordan Gavaris) di identificare il corpo di Beth spacciandolo per quello della sorella, così da poter avere più tempo per portare a termine il suo piano e far perdere le sue tracce a Victor (Michael Mando), il suo ex ragazzo spacciatore. Sarah ritira 75.000$ dal conto di Beth, ma successivamente scopre che Beth era una detective della polizia, sospesa per aver ucciso una civile, Maggie Chen. Il partner di Beth, Arthur "Art" Bell (Kevin Hanchard) segue "Beth" e la forza a salire sulla sua macchina trascinandola in commissariato per sostenere l'interrogatorio per tornare in servizio. Sarah riesce a liberarsi dell'inconveniente ma viene affrontata da Katja Obinger, un'altra sosia dalla Germania che la scambia per Beth, iniziando a farle strane domande. Tuttavia Katja viene uccisa da un cecchino, mentre Sarah, ancora sconvolta da questa serie di eventi, riesce a fuggire.

## Istinto
- Titolo originale: Instinct
- Diretto da: John Fawcett
- Scritto da: Graeme Manson

### Trama
Sarah viene contattata da una donna che le ordina di sbarazzarsi del corpo di Katja e di cercare la sua valigetta. Dopo aver seppellito il cadavere, Sarah si ritrova ad affrontare il fidanzato di Beth, Paul Dierden (Dylan Bruce), che sembra notare delle stranezze nel suo comportamento e Art, che le rivela di averla seguita e di aver preso i suoi 75.000$ e che non glieli restituirà finché lei non testimonierà all'indagine riguardo all'uccisione di Maggie Chen così da ripulire la sua reputazione. Sarah scopre anche che Art aveva messo un cellulare in mano al cadavere di Maggie Chen per far sembrare che Beth avesse fatto partire il colpo per legittima difesa e non vuole che si sappia. Alla finge Sarah riesce sia a sostenere l'interrogatorio al commissariato, sia a recuperare la valigetta, fingendosi Katja per intrufolarsi in hotel. Dentro la valigetta trova le prove dell'esistenza di altre sosia, una delle quali è Alison Hendrix, una casalinga. Sarah rintraccia Alison e le due organizzano un altro incontro nel quale Sarah incontra un'altra sosia, la studentessa di biologia evolutiva dello sviluppo Cosima Niehaus, la donna con cui aveva parlato al telefono.

## Mutazione secondo natura
- Titolo originale: Variation Under Nature
- Diretto da: David Frazee
- Scritto da: Graeme Manson

### Trama
Alison e Cosima rivelano a Sarah di essere cloni. Nella valigetta, Sarah e Felix scoprono che tre dei cloni che Katja aveva trovato sono già morti. Sarah capisce di doversi affrettare a recuperare i soldi da Art per poter fuggire con Felix e la figlia, ma il collega le dice di voler aspettare che venga riabilitata e gli dimostri di essere tornata in sé. Sarah viene riabilitata come detective e viene coinvolta in un caso in cui viene trovato un corpo in una cava, corpo che si rivela essere quello di Katja. Sarah deve allora impegnarsi a depistare l'indagine riguardo all'omicidio di Katja e, preoccupata che le sue impronte digitali possano essere identiche a quelle della tedesca, le elimina dall'archivio, fingendo di non aver trovato nessuna corrispondenza. Nel frattempo Art riesce a rintracciare il killer, così lui e Sarah vanno a cercarlo ma questi inizia a sparargli addosso all'improvviso. Sarah salva la vita di Art e poi insegue il killer, scoprendo che si tratta di un altro clone, Helena, una ragazza ucraina. Sarah ferisce Helena, che però riesce a fuggire e viene raggiunta da Art che, convinto di avere davanti a sé Beth tornata finalmente in sé, decide di restituire i soldi a Sarah. Avendo ottenuto quello che voleva, Sarah è pronta a riprendere Kira, nonostante la signora S. non la reputi una persona sufficientemente stabile, ma alla fine si rende conto di non poter continuare a vivere in modo sconsiderato per il bene della sua bambina, così decide di non voler scappare ancora una volta, ma di voler comprendere meglio quello che sta accadendo.

## Effetti delle condizioni esterne
- Titolo originale: Effects of External Conditions
- Diretto da: Grant Harvey
- Scritto da: Karen Walton

### Trama
Sarah e Art continuano a cercare il killer, ma Sarah non gli rivela che sia Helena che la vittima sono le sue sorelle cloni. Sulla base di alcuni comportamenti del killer la polizia crede che questi sia un cristiano fondamentalista, mentre Cosima deduce che il gruppo affiliato ad Helena sostiene che i cloni siano abomini e debbano essere uccisi. Helena tiene sotto controllo Sarah e le indagini, intrufolandosi in commissariato fingendosi lei, mettendo a rischio la sua già vacillante copertura. La signora S. permette a Sarah di visitare Kira, ma essendo lei impegnata con le indagini, Felix chiede ad Alison di impersonarla così da non permettere alla Signora S. di non farle vedere mai più sua figlia. Tuttavia, nonostante Alison riesca a ingannare con successo la signora S., lo stesso non avviene con Kira che capisce immediatamente che lei non è Sarah. Nel frattempo, dopo essersi liberata di Paul, con cui intrattiene una relazione burrascosa a causa dei problemi di coppia che Beth aveva con lui, Sarah viene attirata da Helena nell'appartamento di Maggie Chen, dove le viene rivelato che Maggie lavorava per lo stesso gruppo per cui lavora Helena; Beth l'aveva in realtà uccisa per proteggere i cloni. Temendo l'arrivo di Art, Sarah decide di far fuggire Helena che sviene per strada, venendo rapita da un uomo misterioso che indossa lo stesso simbolo indossato da Helena e Maggie.
Sarah capisce di non poter continuare a indagare su Helena nei panni di Beth come detective e decide di lasciare la polizia, rendendo Art ancora più sospettoso.

## Patologie dell'esistenza
- Titolo originale: Conditions of Existence
- Diretto da: TJ Scott
- Scritto da: Alex Levine

### Trama
Sarah inizia a legare con Paul e i due passano la notte insieme. Dopo essersi svegliata da un presunto sogno in cui veniva sottoposta a esperimenti, Sarah sputa dalla bocca un elettrodo. I cloni scoprono quindi che sono sorvegliate da "monitor", persone che sono nella loro vita per controllarle. Sarah sospetta che Paul sia il suo monitor, mentre Alison inizia a sospettare che il suo sia suo marito Donnie (Kristian Bruun), trovando conferma in alcuni suoi atteggiamenti come la presenza in casa di una valigetta segreta e delle strane telefonate. Alison decide allora di acquistare una microcamera per osservare il comportamento del marito durante la notte. Nel frattempo, incontra casualmente Vic che scopre che Sarah ha finto la sua morte. Sarah 
decide di dare a Vic 20.000$ per essere lasciata in pace, per ripagare il debito con lo spacciatore e per ripagare Vic stesso dei danni fisici ed emotivi che ha dovuto subire per essersi indebitato. Sarah e Felix spiano Paul, introducendo dei microfoni nell'edificio in cui l'uomo lavora e, attraverso una conversazione con il suo capo, Olivier, che si informa sullo stato di salute mentale di Beth, i due confermano le proprie ipotesi. Nel frattempo, senza che loro lo sappiano, lo stesso Paul segue Sarah mentre questa accompagna Kira a scuola. Dopo aver chiamato Sarah per incontrarla a casa, Paul le punta una pistola addosso e le chiede spiegazioni, spingendo la donna a rivelargli che Beth è morta. Quando Sarah chiede a Paul perché la stia controllando, lui ammette di non saperlo.

## La variazione allo stato domestico
- Titolo originale: Variations Under Domestication
- Diretto da: John Fawcett
- Scritto da: Will Pascoe

### Trama
Alison scopre che il marito si è alzato in piena notte, ritornando a letto solo alle prime luci dell'alba. Paranoica, Alison lo stordisce e lo lega a una sedia nel seminterrato iniziando un interrogatorio con lo scopo di fare rivelare all'uomo tutto quello che sa, minacciandolo con gli strumenti per il collage. Per evitare che i vicini, che stanno partecipando a una festa da lei precedentemente organizzata, lo scoprano, Alison chiede a Sarah di interrogare Donnie mentre lei pensa ai suoi ospiti. Fingendosi Alison, Sarah interroga Donnie, che le rivela di essersi alzato di notte solo per guardare una partita di cricket, facendole capire che Alison ha tratto le sue conclusioni troppo in fretta. Nel frattempo Paul segue Sarah a casa di Alison e scopre che è un clone. La aiuta inoltre a sbarazzarsi di Vic che continuava a importunarla. Felix sospetta che la vicina di Alison, Aynsley Norris (Natalie Lisinska), sia il suo vero monitor, poiché le sta continuamente col fiato sul collo. Nel frattempo Cosima, tornata all'Università in Minnesota, capisce che quello dei monitor è un meccanismo a "doppio-cieco”, in cui i controllori non sono pienamente consapevoli di ciò che stanno monitorando. Cosima viene inoltre avvicinata da Delphine Cormier (Évelyne Brochu), un'altra studentessa, immediatamente sospettata di essere il suo monitor. Le due diventano amiche e Cosima decide di partecipare con lei a una lezione del Dottor Aldous Leekie (Matt Frewer) dell'Istituto Dyad, un sostenitore del "neoluzionismo" (utilizzare la tecnologia per avanzare l'evoluzione umana). Cosima si rivela alquanto scettica e questo suo atteggiamento affascina molto Delphine, che invece sembra pensarla come il dottor Leekie. 
Alla fine dell'episodio, viene rivelato che Delphine e Leekie sono amanti.

## Le parti sviluppate in modo insolito
- Titolo originale: Parts Developed in an Unusual Manner
- Diretto da: Brett Sullivan
- Scritto da: Tony Elliott

### Trama
Paul viene interrogato dal suo responsabile, Olivier Duval, riguardo al comportamento di Beth e, nonostante cerchi di coprire il fatto che Sarah stia fingendo di essere Beth, i neoluzionisti scoprono la verità dopo aver controllato i risultati di un test fatto su di lei. I neoluzionisti credono anche che sia Sarah il killer degli altri cloni. Nel frattempo, Helena viene curata dal suo addestratore Tomas (Daniel Kash), che le ordina di uccidere Sarah. Helena appare molto riluttante poiché percepisce uno strano legame con lei, quindi implora Sarah di rivelarle i nomi degli altri cloni per poter uccidere loro al suo posto. Successivamente Sarah chiama Helena e le chiede di aiutarla a liberare Paul che è stato imprigionato nel nightclub di Olivier, chiamato "Neolution", dal momento che egli, per proteggere Sarah, di cui si è innamorato, ha mentito a Olivier, facendo il doppio gioco. Sarah dà quindi a Helena proprio il nome di Olivier, inducendola a ucciderlo. Helena lo ferisce gravemente, tagliandogli la coda, evidente simbolo della sua fede nel neoluzionismo, permettendo a Sarah, Paul e Felix di fuggire e nascondersi nell'appartamento di quest'ultimo. Nel frattempo Cosima continua ad avvicinarsi a Delphine, uscendo con lei e incontrando nuovamente il dottor Leekie che le spiega il suo punto di vista e le invita entrambe a entrare nel Dyad come ricercatrici. Cosima, ormai totalmente infatuata di Delphine, la bacia prendendola alla sprovvista, venendo però bloccata dalla donna che va via. La polizia continua ad indagare sul corpo di Katja e scopre che il DNA del cadavere è lo stesso del killer e che le impronte digitali di Katja corrispondono a quelle di Beth.

## Spiaggia ridente
- Titolo originale: Entangled Bank
- Diretto da: Ken Girotti
- Scritto da: Karen Walton

### Trama
Paul ricatta Olivier e lo obbliga a dire a Leekie che il clone killer è solo Helena. Leekie rivela a Paul che ha un nuovo lavoro per lui e, successivamente, uccide Olivier. Delphine rivela a Leekie che Cosima ci ha provato con lei e il dottore la spinge a scoprire con quanti cloni è in contatto, dicendole di voler solo preservare la sua sicurezza. Delphine si rende conto di provare qualcosa per Cosima, così va a trovarla e le due passano una notte insieme; successivamente, Delphine si approfitta della situazione per ispezionare la casa di Cosima, scoprendo che l'amica è consapevole non solo della presenza di suoi sosia, ma proprio del progetto della clonazione. Delphine rivela i nomi dei cloni a Leekie, ma evita di menzionare Kira che rappresenta un'evidente anomalia. Nel frattempo Art si reca all'obitorio per controllare il corpo di "Sarah", e questo lo porta da Felix. Felix viene interrogato e Art capisce che è stato lui a chiamarlo anonimamente per dargli informazioni su Beth, la sera del rapimento di Paul nel club di Olivier, dal momento che Sarah aveva detto al fratello di chiamare il detective nel caso in cui non fosse riuscita a tornare in tempo. Alison si vendica di Aynsley, sospettando che sia il suo monitor, e ha un rapporto sessuale con suo marito Chad. Aynsley la scopre e si confronta con lei, infangandole la reputazione davanti a tutti i vicini. Alison, stremata dalla situazione, chiede aiuto a Sarah che decide finalmente di rendere partecipe della situazione anche la Signora S. e le rivela la verità sui cloni. Mentre stanno parlando, Kira vede Helena affacciarsi alla porta e, affascinata, la segue in strada. Kira è molto gentile con Helena, ma quando sente che sua madre la sta chiamando, le va incontro e viene investita da un'auto.

## Selezione involontaria
- Titolo originale: Unconscious Selection
- Diretto da: TJ Scott
- Scritto da: Alex Levine

### Trama
Kira viene portata all'ospedale, dove riesce miracolosamente a guarire velocemente. Mentre Sarah, Felix e la signora S. aspettano in ospedale, Alison torna a casa e scopre che Aynsley ha organizzato una riunione per discutere del suo recente comportamento e delle sue dipendenza. Incoraggiata da Felix, Alison capovolge la situazione e incentra la conversazione su Aynsley, ancora convinta che sia lei il suo monitor. Art trova le riprese delle telecamere di sicurezza della stazione ferroviaria dove Beth si è suicidata e scopre che Sarah ha rubato la sua identità. Cosima scopre che Delphine ha rivelato a Leekie i nomi dei cloni e ne rimane molto ferita, decidendo quindi di confrontarsi con lei. Delphine le rivela che è a conoscenza dell'esistenza di Kira ma che non lo ha rivelato a Leekie, sapendo che la sua vita sarebbe stata in pericolo se l'avesse fatto (Kira è infatti l'unica figlia biologica di un clone). Sarah, spinta da Paul, incontra Leekie, concordando con lui che è necessario fermare Helena, la quale nel frattempo si sente profondamente in colpa per quello che è successo a Kira e si scontra con Tomas, che la rinchiude in una gabbia. Sarah la rintraccia e si scontra a sua volta con Tomas, rinchiudendolo in gabbia e prendendo con sé Helena. Successivamente torna dalla Signora S. che ha chiamato i suoi contatti a Londra e ha incontrato Amelia, la madre biologica di Sarah. Amelia le rivela di averla data via ed esser fuggita dopo aver scoperto di essere una madre surrogata per gli scienziati Dyad. Inoltre Amelia le rivela di aver dato alla luce due gemelle e di averne affidata una allo stato e una alla chiesa: si tratta quindi di Sarah ed Helena.

## Infinite forme bellissime
- Titolo originale: Endless Forms Most Beautiful
- Diretto da: John Fawcett
- Scritto da: Graeme Manson

### Trama
Mentre Amelia incontra Helena, la polizia arriva a casa della signora S. per arrestare Sarah, dando quindi modo a Helena di scappare. In commissariato Sarah sta per rivelare tutta la verità ad Art, ma viene portata via da Daniel Rosen     (Matthew Bennett), un agente del Dyad che si dichiara il suo avvocato. Sarah viene portata da Rachel Duncan, un clone che occupa i vertici dell'organizzazione Dyad e che offre a Sarah e Kira la sua protezione. Leekie fa lo stesso con Alison e Cosima, che, appena tornata dall'Università per allontanarsi da Delphine, inizia a mostrare i sintomi della stessa malattia respiratoria che aveva Katja. Alison affronta Aynsley un'ultima volta, guardandola poi morire soffocata accidentalmente dalla sua sciarpa senza fare nulla per impedirlo. Amelia rivela a una donna che si finge Sarah che la Signora S. non è quello che dice di essere, ma questa "Sarah" è in realtà Helena, che la accoltella dandole la colpa di averla consegnata ai fanatici religiosi, i proletani. Quando Sarah trova il suo cadavere, rimane profondamente ferita poiché aveva finalmente incontrato la sua vera madre e spara quindi Helena al petto, lasciandola moribonda. Alison firma il documento di Leekie, mentre Sarah incontra Rachel pronta a firmare anch'essa l'accordo. Tuttavia lungo la strada Cosima, che è stata raggiunta da Delphine che si dichiara dalla sua parte, poiché si è innamorata di lei, decifra un codice nascosto nel genoma dei cloni: "questo organismo e il suo materiale genetico derivato sono proprietà intellettuale riservata". Cosima avvisa Sarah, che decide di non firmare il contratto in quanto il Dyad potrebbe prendersi persino Kira essendo tecnicamente 'proprietario' dei cloni e di tutto ciò che li riguarda. Tornata a casa scopre che è stata perquisita e che la Signora S. e Kira non ci sono più.